# Vailly (Aube)
Vailly település Franciaországban, Aube megyében. Lakosainak száma 310 fő (2022. január 1.). Vailly Charmont-sous-Barbuise, Creney-près-Troyes, Feuges, Lavau, Luyères és Sainte-Maure községekkel határos.

## Népesség
A település népessége az elmúlt években az alábbi módon változott:
| Lakosok száma | 130  | 291  | 280  | 269  | 305  | 292  | 287  | 294  | 298  | 310  |
|               | 1968 | 1982 | 1990 | 2006 | 2013 | 2015 | 2017 | 2019 | 2020 | 2022 |